# Гилморове: Година у животу
Гилморове: Година у животу (енгл. Gilmore Girls: A Year in the Life) америчка је телевизијска мини-серија коју је створила Ејми Шерман Паладино, док главне улоге тумаче Лорен Грејам и Алексис Бледел. Незванична је осма сезона и наставак серије Гилморове (2000—2007). Приказана је 25. новембра 2016. године преко платформе Netflix.

## Улоге
| Глумац         | Улога          |
| -------------- | -------------- |
| Лорен Грејам   | Лорелај Гилмор |
| Алексис Бледел | Рори Гилмор    |
| Скот Патерсон  | Лук Дејнс      |
| Кели Бишоп     | Емили Гилмор   |